# アルバート・ドック
アルバート・ドック（英語: Albert Dock）は、イギリスのリヴァプールにある歴史的建築物である。リヴァプール港の港湾施設として建設された。現在は観光客向けの複合施設である。

## 概要
アルバート・ドックはイギリスの産業革命を象徴するような建物であり、当時の革新的技術が多数導入されている。具体的には、屋根は鉄だけで出来ており、船の船体をひっくり返したような構造になっている。また、蒸気機関を動力とする油圧ポンプがあり、油圧式クレーンを装備していた。倉庫は鉄道の引き込み線があり、貨車の乗り入れが可能だった。
長方形の船溜まりの周りに5棟の倉庫と事務棟、ポンプ場が配置されている。倉庫と事務棟はイギリス指定建造物1級、ポンプ場は2級に指定されている。

## 歴史
1846年、マージー川の河岸に建設された。完成式典にはアルバート公本人が隣席した。密閉式倉庫のため盗難の可能性が低く、絹や象牙、ブランデーなどの貴重品が保管された。また、茶、綿花、タバコ、砂糖の積み込みにはクレーンが威力を発揮した。
約3ヘクタールの面積の船溜まりは帆船の停泊には十分な広さだった。しかし、蒸気船の時代になると貨物船は収益の向上を求めて急速に大型化したため、受け入れが困難になった。1930年代には海上コンテナ輸送が始まりアルバート・ドックの設備は完全に時代遅れとなった。第二次世界大戦後は放置され廃墟同然の姿になっていた。
1952年、アルバート・ドックの歴史的価値が認められ、イギリス指定建造物に指定された。しかし、リヴァプール市は深刻な財政赤字に陥っており、改修工事には予算を配分出来なかった。1970年代に入ると文化施設として再利用する方針が示された。1980年に海事博物館がオープンし初めて一般に解放された。

アルバート・ドックは2004年から2021年まで世界遺産に登録されていた。

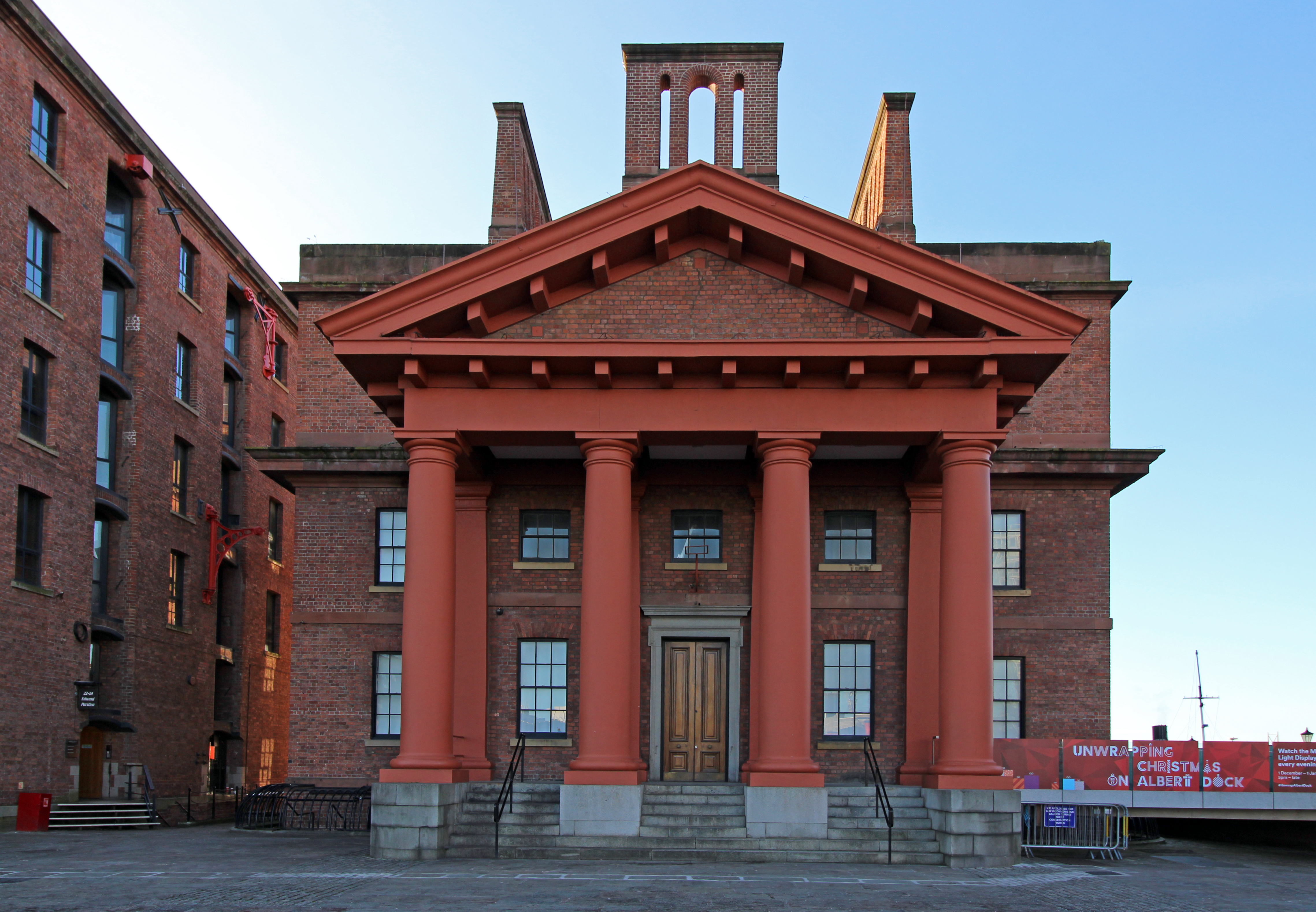
事務棟
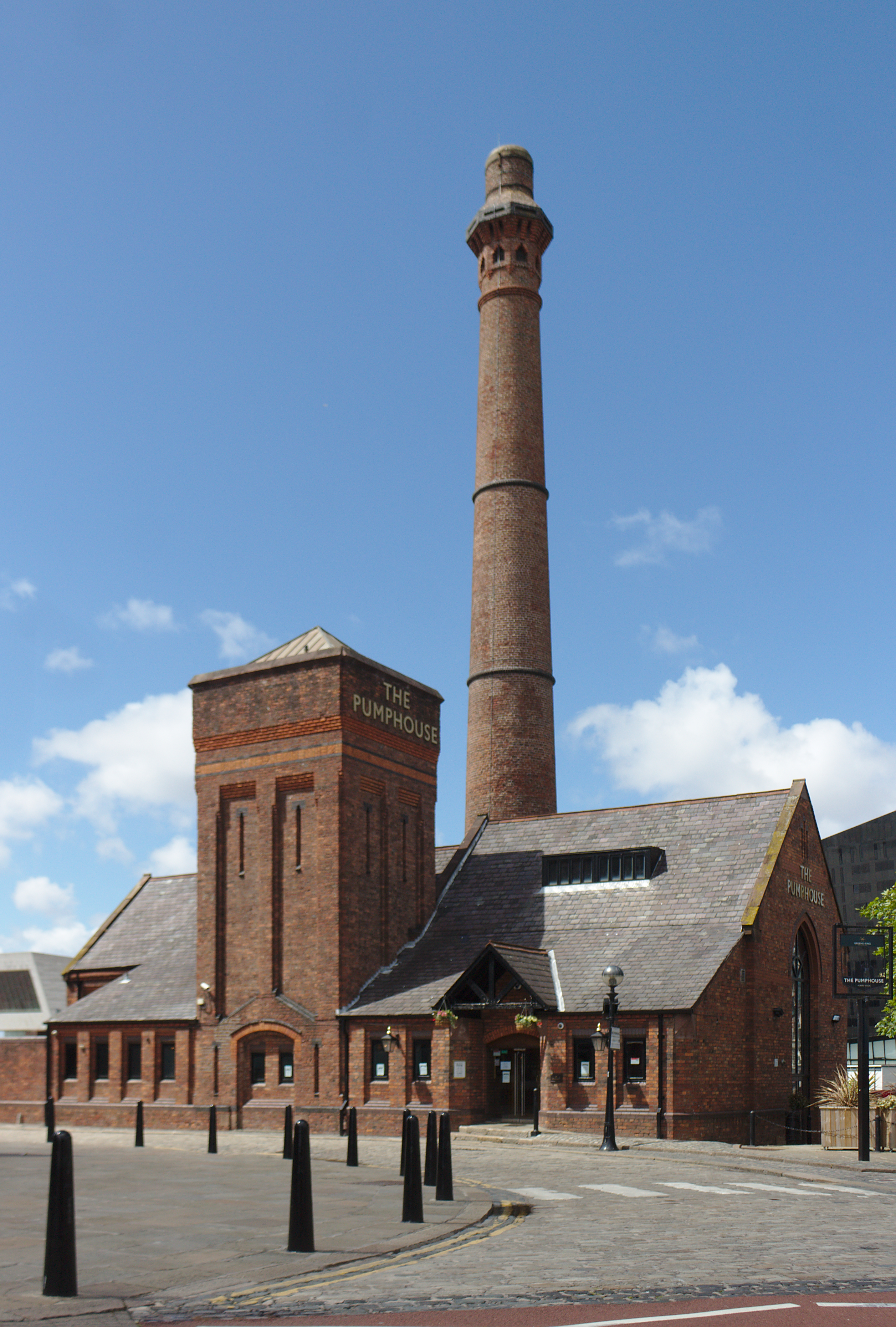
ポンプ場
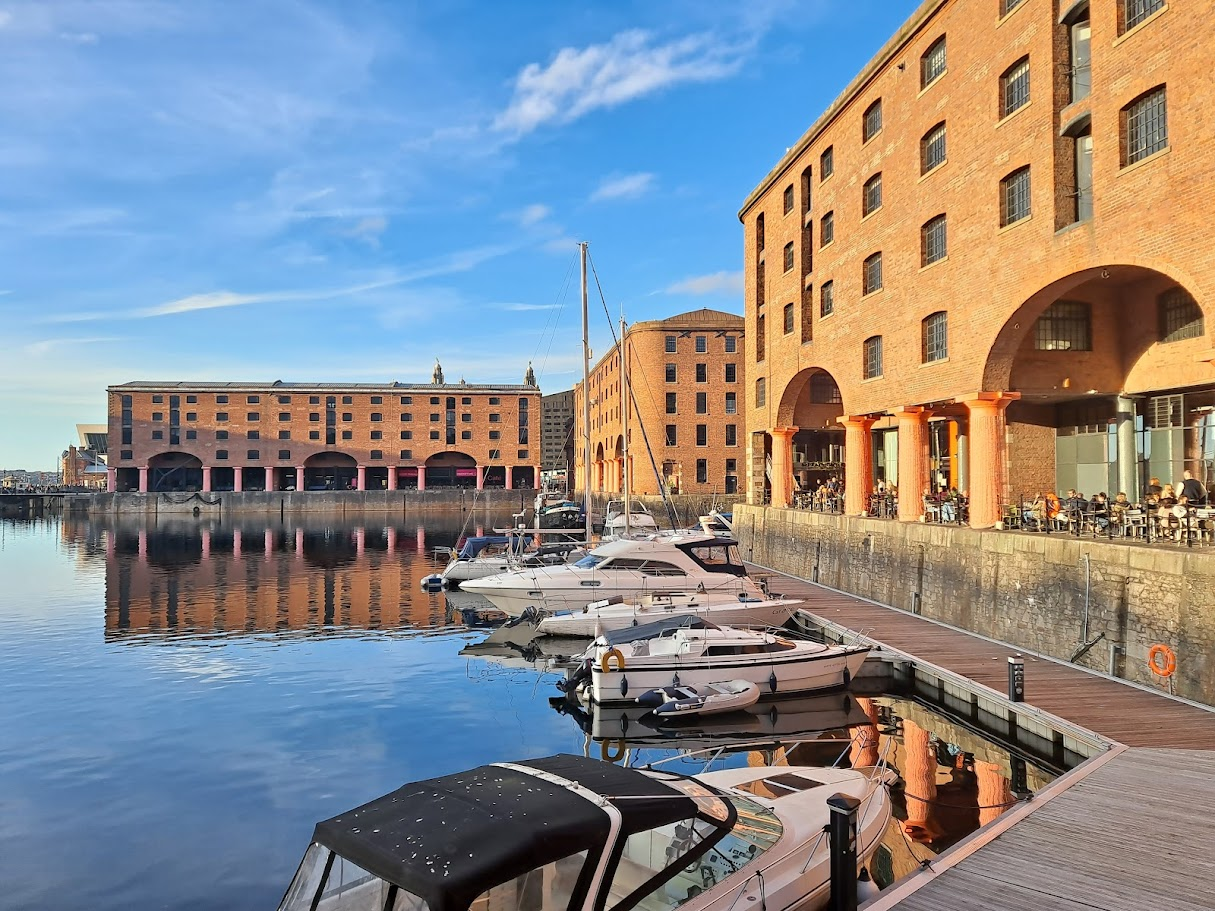
船溜まり